# Su Lu (khagan Turgesh)
Su Lu, o Suluk, o Sul-lu fu un sovrano tribale turco dei Turgesh e un comandante militare che cercò di difendere la Transoxiana dall'avanzata del califfato omayyade arabo-islamico ai primi dell'VIII secolo.

## Turgesh
I Turgesh erano un gruppo di tribù immediatamente a est della Transoxiana. Sebbene i loro territori facessero parte del Khaganato turco, la disfatta del Khaganato turco occidentale ad opera della Cina Tang nel 658, causò un vuoto di potere in Transoxiana e i khan Turgesh furono in grado di proclamare la propria indipendenza. 
Tuttavia, dopo che Ilterish Khagan ebbe costituito il più importante tra i Khaganati nel 681, la competizione per il controllo della Via della seta causò forti tensioni tra il Khaganato e i Khan Turgesh. 
All'inizio dell'VIII secolo, i Khan Turgesh furono assoggettati dal Khaganato principale. Ciò tuttavia non durò a lungo e, quando gli Omayyadi invasero la Transoxiana, il principale Khaganato non fu in condizione di difendere il Paese e Turchi e Sogdiani furono massacrati dagli invasori. Per di più, dopo la morte di Kapagan Khagan, il Khaganato piombò in una guerra civile.

## Su Lu
Su Lu fu eletto nuovo Khan nel 717 dai capi delle tribù. Spalleggiato dagli altri potenti locali (inclusi i Sogdiani) contro gli Arabi invasori, egli cominciò ad agire indipendentemente rispetto al principale Khaganato. Il suo esercito era assai più piccolo di quello degli Arabi ,a, diversamente da essi, esso agiva in casa propria nei deserti dell'area. Il loro successo nei deserti decretò la fama loro e di Su Lu. Questi sposò le figlie del Khagan turco e dell'imperatore cinese.
Agli inizi del 721 Su Lu prese a combattere le forze arabo-musulmane per un decennio. Le sue operazioni generalmente erano rapide ed efficaci e le sue capacità di rapida manovra era aiutata dalle difficoltà logistiche (in special modo idriche) dell'esercito invasore. Varie volte l'esercito arabo fu costretto ad arretrare per cercare acqua fresca potabile (a tal fine è utile ricordare la clamorosa vittoria sui musulmani nel cosiddetto "Giorno della sete" del 724, ma può anche essere ricordata la battaglia della strettoia del 731).
Su Lu fu assassinato nel 737 o nel 738 da Baga Tarkhan (altrove indicato come Kül-chor, Kūrṣūl o Kūrsūl, che era tra l'altro un suo parente. 

## Epilogo
La morte di Su Lu provocò una guerra civile che indebolì i Turgesh, divisi in due fazioni rivali: i cosiddetti Turgesh gialli e i Turgesh neri. Nel frattempo, Bilge Khagan l'ultimo dei capaci khagan turchi, morì e con la morte di Su Lu la Transoxiana fu spalancata alla conquista islamica. Tuttavia anche il califfato omayyade conosceva gravi difficoltà e non passò troppo tempo prima che gli Omayyadi fossero rovesciati violentemente dagli Abbasidi, inducendo costoro a un atteggiamento assai più pacifico in quelle regioni rispetto a quello degli Omayyadi, tanto che nei fatti i musulmani abbasidi dovettero limitarsi per vario tempo al controllo di poche fortezze.